# Major Indoor Soccer League (2001-2008)
Pour les articles homonymes, voir MISL.
La Major Indoor Soccer League (MISL) est la principale ligue professionnelle de football en salle aux États-Unis. Elle est un membre de la Fédération des États-Unis de football et de la FIFA. La MISL remplace la NPSL (National Professional Soccer League) dissoute en 2001.

## Les équipes
La MISL comprend les équipes suivantes pour la saison 2007-2008 :
| Équipe             | Ville                                 | Salle               |
| ------------------ | ------------------------------------- | ------------------- |
| Baltimore Blast    | Baltimore                             | 1st Mariner Arena   |
| California Cougars | Stockton                              | Stockton Arena      |
| Chicago Storm      | Hoffman Estates, Illinois (Chicago)   | Sears Centre        |
| Detroit Ignition   | Plymouth Township, Michigan (Détroit) | Compuware Arena     |
| Milwaukee Wave     | Milwaukee                             | U.S. Cellular Arena |
| Monterrey La Raza  | Monterrey                             | Monterrey Arena     |
| New Jersey Ironmen | Newark                                | Prudential Center   |
| Orlando Sharks     | Orlando                               | Amway Arena         |
| Philadelphia KiXX  | Philadelphie                          | Wachovia Spectrum   |

### Équipes inactives ou disparues
| Équipe                 | Ville       | Salle                              |
| ---------------------- | ----------- | ---------------------------------- |
| Cleveland Force/Crunch | Cleveland   | Wolstein Center                    |
| Dallas Sidekicks       | Dallas      | Reunion Arena                      |
| Harrisburg Heat        | Harrisburg  | Pennsylvania State Farm Show Arena |
| Kansas City Comets     | Kansas City | Kemper Arena                       |
| Monterrey Fury         | Monterrey   | Arena Monterrey                    |
| Monterrey Tigres       | Monterrey   | Arena Monterrey                    |
| St. Louis Steamers     | St. Louis   | Family Arena/Savvis Center         |
| San Diego Sockers      | San Diego   | San Diego Sports Arena             |

## Champions MISL
| Saison    | Champion          | Score | Finaliste          |
| --------- | ----------------- | ----- | ------------------ |
| 2001-2002 | Philadelphia KiXX | 2-1   | Milwaukee Wave     |
| 2002-2003 | Baltimore Blast   | 2-1   | Milwaukee Wave     |
| 2003-2004 | Baltimore Blast   | 3-0   | Milwaukee Wave     |
| 2004-2005 | Milwaukee Wave    | 2-0   | Cleveland Force    |
| 2005-2006 | Baltimore Blast   | 2-1   | St. Louis Steamers |
| 2006-2007 | Philadelphia KiXX | 1-0   | Detroit Ignition   |
| 2007-2008 | Baltimore Blast   | 1–0   | Monterrey La Raza  |

| Équipe            | Victoire | Années                 |
| ----------------- | -------- | ---------------------- |
| Baltimore Blast   | 4        | 2003, 2004, 2006, 2008 |
| Philadelphia KiXX | 2        | 2002, 2007             |
| Milwaukee Wave    | 1        | 2005                   |